# Nagem

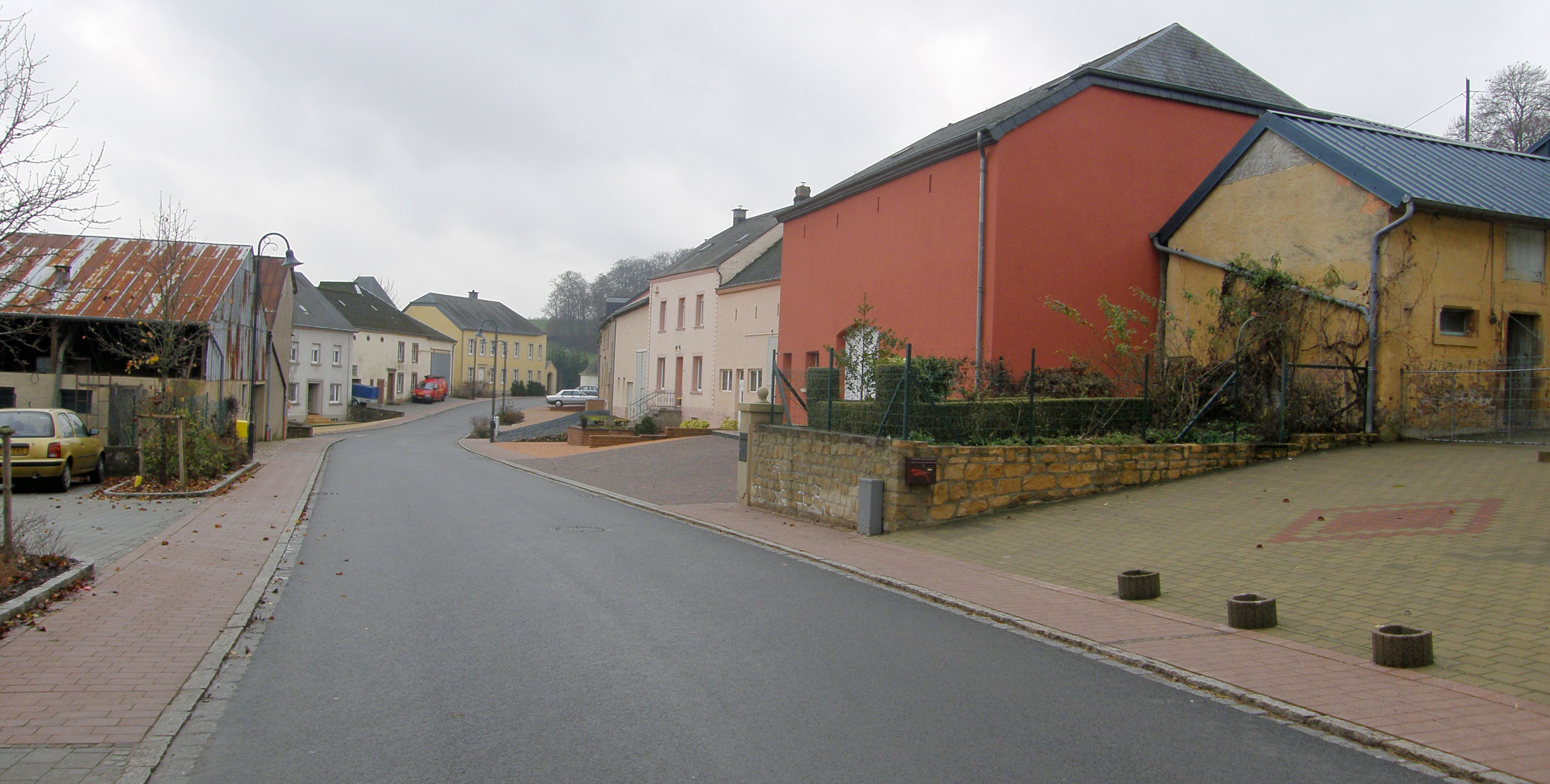
Nagem (Nojem)

Nagem (luxemburgisch Nojemⓘ) ist eine Ortschaft im Nordwesten von Luxemburg.
Nagem gehört zur Gemeinde Redingen/Attert und zählt 223 Einwohner.